# Víctor Colomer i Nadal
Víctor Colomer i Nadal (Corbins, Segrià, 5 de juliol de 1896 – Mèxic, 16 d'octubre de 1960) fou un mestre i polític socialista català.
Estudià magisteri a Lleida i el 1920 s'adherí a la Confederació Nacional del Treball (CNT) i fou col·laborador del setmanari Lucha social, dirigit per Joaquim Maurín. Juntament amb aquest s'apropà al comunisme, i fou un dels fundadors de la Federació Comunista Catalanobalear (FCCB), integrada en el Partit Comunista d'Espanya (PCE), i col·laborador de La Antorcha d'ençà del 1926. Allunyat de la FCCB i del PCE, el 1928 s'integrà en el Partit Comunista Català (PCC) de Jordi Arquer i Saltor, i dins aquesta formació participà en la fundació del Bloc Obrer i Camperol (BOC).
L'any 1930 es trasllada a Barcelona com a director de l’escola de l'Ateneu Obrer de Sant Andreu. Dins el BOC s'especialitzà en la qüestió agrària, fou professor de l'Escola Marxista. El 1932 és expulsat de la CNT per ser candidat a les eleccions pel BOC i el 1933 esdevingué president de l'Ateneu Enciclopèdic Popular. Fou el representant del BOC en el Comitè Revolucionari Militar en els fets del sis d'octubre del 1934. L'abril del 1935 defensà l'apropament del BOC al Partit Socialista Obrer Espanyol (PSOE) com a pas en la unificació del socialisme peninsular, de manera que quan el setembre del 1935, el BOC fundava, juntament amb l'Esquerra Comunista d'Andreu Nin, el Partit Obrer d'Unificació Marxista (POUM), s'integrà en la Federació Catalana del PSOE. Aquesta confluí amb les forces socialistes no adherides al POUM en el Partit Socialista Unificat de Catalunya (PSUC), on exercí de Secretari d'Agitació i Propaganda. Aquest mateix any s'afilia a la Federació de Treballadors de l'Ensenyament de la Unió General de Treballadors (UGT).
Durant la Guerra Civil Espanyola fou conseller-regidor de Cultura de l'Ajuntament de Barcelona. El gener del 1937 figurà entre els contraris a la col·lectivització de la terra i topà amb Palmiro Togliatti, qui l'acusà de trotskista. El gener de 1939 va ser, com a alcalde en funcions, l'últim alcalde de la República a Barcelona durant els últims dos dies abans de l'entrada de les forces franquistes a la ciutat. Després de la derrota republicana en la guerra civil, passà a França. El març del 1939 fou expulsat del PSUC després d'haver demanat un debat teòric i polític. Exiliat a Mèxic, no es va estar de denunciar la rigidesa del PSUC, i el març del 1941 participà en la fundació del Moviment Social d'Emancipació Catalana (MSEC), que el juliol del 1942 esdevingué el Partit Socialista Català (PSC). El 1958 fou un dels fundadors, a Mèxic, del Moviment Socialista de Catalunya (MSC).